# 羅馬尼亞雅典娜劇院
羅馬尼亞雅典娜音乐厅（羅馬尼亞語：Ateneul Român）是位於羅馬尼亞首都布加勒斯特市中心的一座音樂廳，也是布加勒斯特的地標建築之一，開業於1888年。1865年，羅馬尼亞雅典文化協會成立，並決定修建這座建築。建築由法國建築師Albert Galleron設計。